# 12191 Vorontsova
12191 Vorontsova este un asteroid din centura principală de asteroizi.

## Descriere
12191 Vorontsova este un asteroid din centura principală de asteroizi. A fost descoperit pe 9 octombrie 1978 la Observatorul de Astrofizică din Crimeea de Liudmila Juravliova. Asteroidul prezintă o orbită caracterizată de o semiaxă mare de 2,60 ua, o excentricitate de 0,27 și o înclinație de 5,1° în raport cu ecliptica.